# Šebestián Aerichalcus
Šebestián Aerichalcus Přeštický (Sebastianus Aerichalcus Praesticenus) (1515 Přeštice u Plzně? – 20. listopadu 1555 Praha) byl český pedagog a spisovatel.
Narodil se v Přešticích. Studoval ve Wittenbergu, kde roku 1544 dosáhl magisterské hodnosti. Působil na pražské univerzitě jako profesor, děkan filozofické fakulty a rektor. Zasloužil se o povznesení univerzitního i nižšího školství v Čechách. Jeho brzká smrt mu neumožnila významněji povznést úroveň českého školství.

## Z díla
- Descriptiones affectuum quae extant in libello de anima. (1546)
- Epistolae de vocandis idoneis fidelibusque ecclesiae ministris eorumque conditionibus et virtutibus. (1577)